# Buxheimer Haus

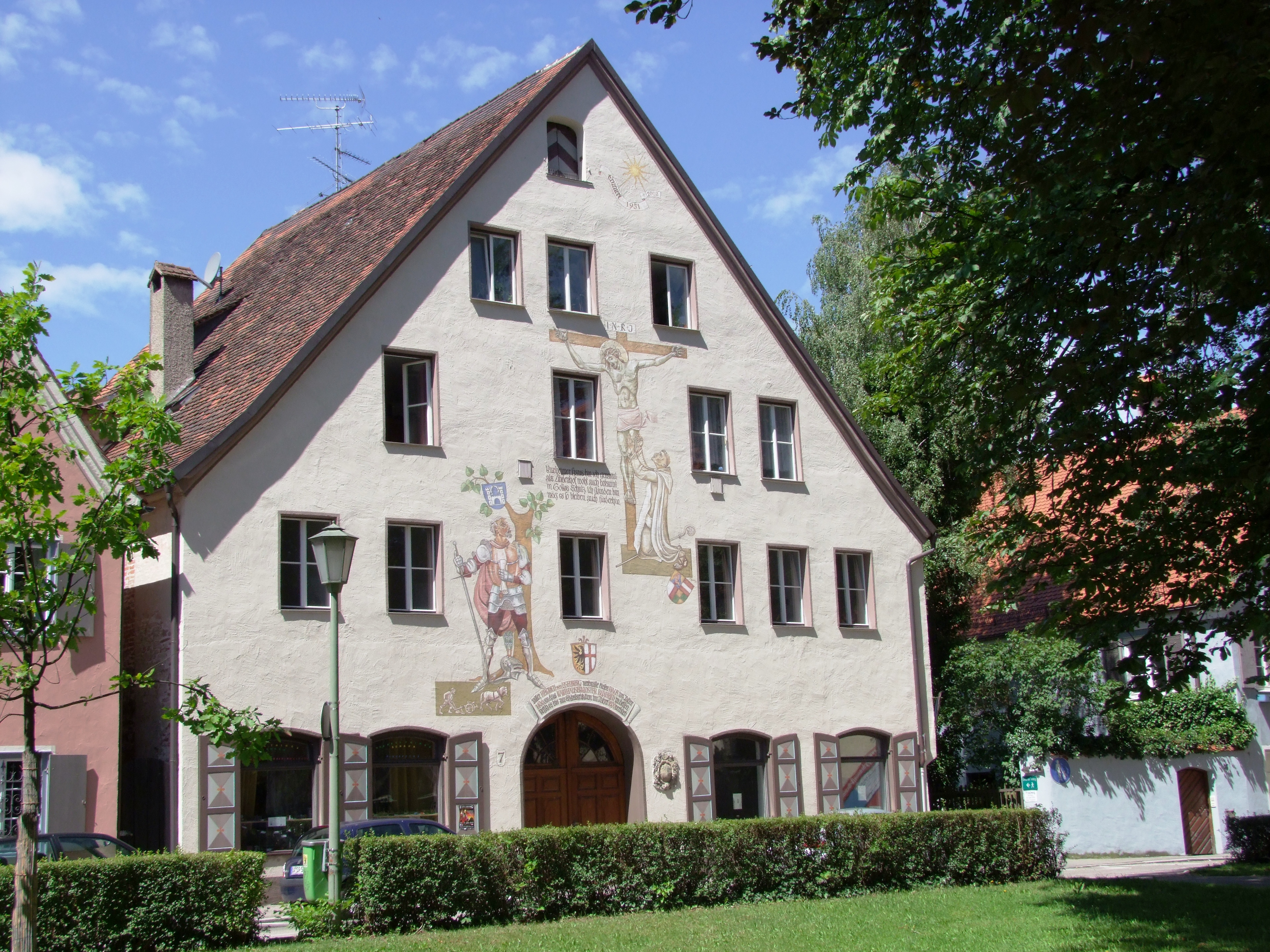
Die Schauseite des Buxheimer Hauses in Memmingen

Das Buxheimer Haus ist ein ehemaliges Haus der Kartause Buxheim im oberschwäbischen Memmingen. Das unter Denkmalschutz stehende Haus hat heute die Bezeichnung Martin-Luther-Platz 7.

## Lage
Das Haus steht am Martin-Luther-Platz, westlich des ehemaligen Kirchhofes der evangelischen Stadtpfarrkirche St. Martin und damit mitten im geistlichen Zentrum der Stadt. Die Rückseite des Hauses grenzt direkt an die westliche Stadtmauer. Heute führt an der Nordseite des Hauses die Köhler-Passage mit einem Mauerdurchbruch zum Westertorplatz.

## Geschichte

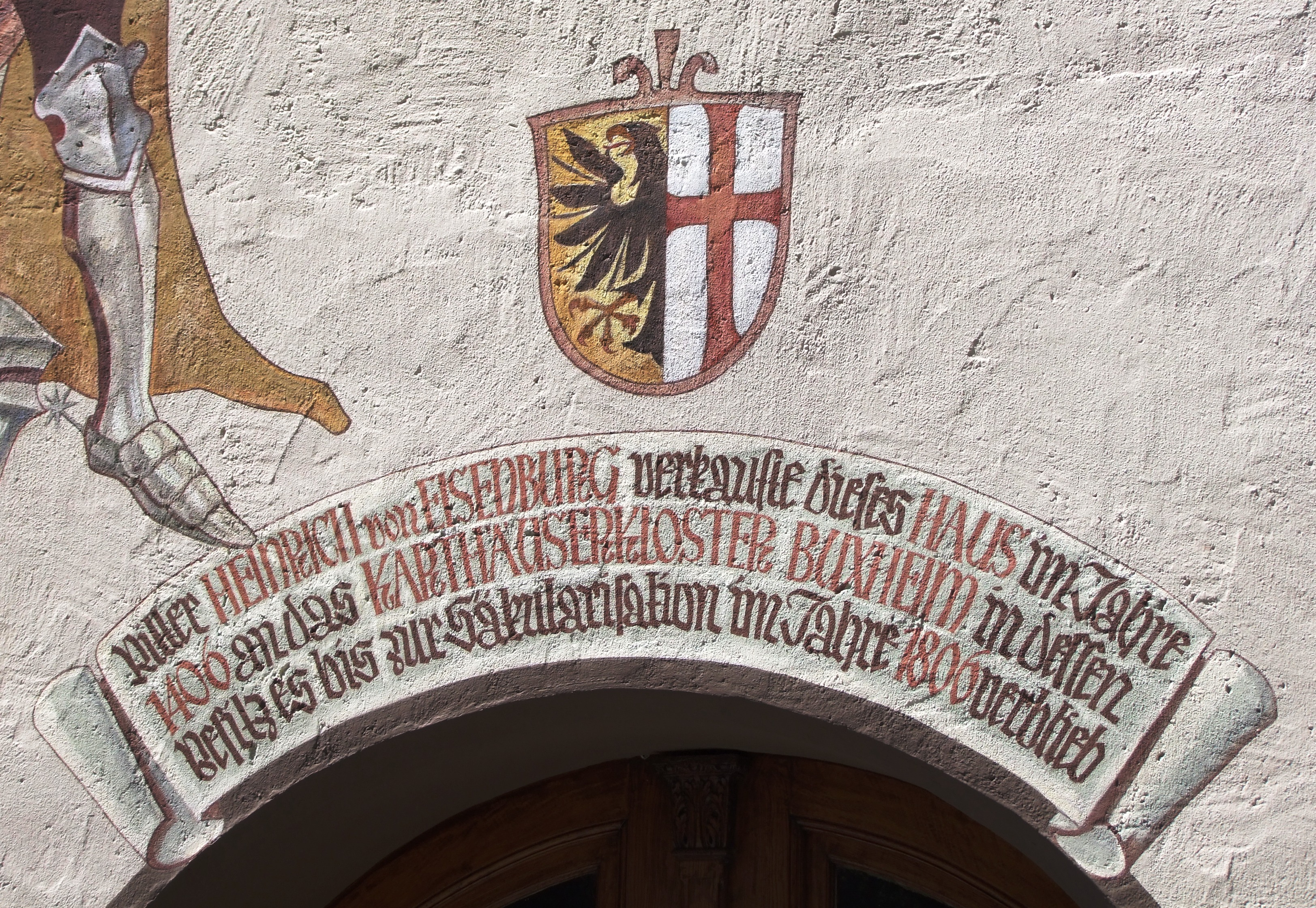
Inschrift über der Eingangstür

Das Haus wurde am 17. Dezember 1406 von Heinrich von Eisenburg an die Kartause Buxheim verkauft, die es fortan als Stadthaus nutzte. Das heutige Gebäude mit dem schwäbischen Spitzgiebel stammt aus dem Jahr 1551.  1724 wurde neben der Haustüre ein Sandsteinwappen der Kartause angebracht, das nach der Säkularisation abmontiert und im Rathaus aufbewahrt wurde. Bei der Sanierung des Hauses im Jahr 1951 wurde es wieder an seinem ursprünglichen Platz angebracht. Die Haustüre mit der schlichten Felderung wurde um 1800 eingebaut. Nach der Säkularisation ging das Haus in Privatbesitz über, 1951 und 2002 wurde das Haus saniert und erneuert.

## Aussehen
Das mit einem schwäbischen Spitzgiebel versehene Haus besitzt zwei Geschosse. Die Front ist mit Inschriften und Bildern in Freskotechnik bemalt.